# Rogério Jacques
Rogério Jacques (n. Macau, 12 de Maio de 1958) é um ator, produtor e dobrador português.

## Filmografia

### Dobragens
- Sailor Moon/Navegante da Lua (Gonçalo Giba/Mascarado, Chico, Mário, Zoicite, Safira, Sábio/Fantasma da Morte, Olho de Falcão, Seiya/Sailor Star Fighter);
- Sailor Moon Crystal (Gonçalo Giba/Tuxedo Kamen, Zoisite, Saphir, Wiseman/Death Phantom);
- Os Cavaleiros do Zodíaco (Seiya, Máscara da Morte)
- A Família dos Porquês (Max, Scopo)
- Gadget Boy (Boris)
- Geronimo Stilton
- Sonic Underground (Sleet)
- Medabots - 2ª Temporada (Zuru, Sloan)
- Huntik
- Numb Chucks
- One Piece (Usopp, Buggy, Shanks, Crocodilo, Enel, Brook)

### Séries de TV
2012 Há Sempre um Amanhã (TV movie)
José
2012 Tintim por Tintim (TV series)
2011 Rosa Fogo (TV series)
– Episode dated 2 December 2011 (2011)
– Episode dated 1 December 2011 (2011)
2011 Velhos Amigos (TV series)
– A Noitada (2011)
2011 Laços de Sangue (TV series)
– Episode dated 29 July 2011 (2011)
– Episode dated 28 July 2011 (2011)
2011 Remédio Santo (TV series)
– Episode #1.41 (2011)
2011 O Que Há De Novo No Amor?
Segurança
2011 Ninguém (short)
2011 Maternidade (TV series)
– Episode #1.6 (2011)
2011 Voo Directo (TV series)
– Episode #1.13 (2011)
2010 Batepá
2010 Dança do Desprazer (short)
Client
2010 Meu Amor (TV series)
Priest
– Episode #1.127 (2010) … Priest
2010 O Cerejal (short)
Trofimov
2009 Grandes Livros (TV series)
Alexandre Herculano (2009)
2009 Rebelde Way (TV series)
Doctor
– Episode #1.212 (2009) … Doctor
– Episode #1.211 (2009) … Doctor
– Episode #1.210 (2009) … Doctor
– Episode #1.184 (2009) … Doctor
– Episode #1.183 (2009) … Doctor
See all 36 episodes »
2009 Pai à Força (TV series)
João Antunes
– Episode #1.5 (2009) … João Antunes
– Episode #1.4 (2009) … João Antunes
2009 Perpétua
2008 Podia Acabar o Mundo (TV series)
Director Laboratório
2008 Liberdade 21 (TV series)
Psychologist
– Episode #1.2 (2008) … Psychologist
2008 Chiquititas (TV series)
Sr. Moura
– Episode #1.133 (2008) … Sr. Moura
– Episode #1.132 (2008) … Sr. Moura
– Episode #1.131 (2008) … Sr. Moura
– Episode #1.130 (2008) … Sr. Moura
– Episode #1.129 (2008) … Sr. Moura
See all 10 episodes »
2008 Feitiço de Amor (TV series)
Fernando Serra
– Episode #1.44 (2008) … Fernando Serra
– Episode #1.43 (2008) … Fernando Serra
– Episode #1.42 (2008) … Fernando Serra
– Episode #1.41 (2008) … Fernando Serra
– Episode #1.40 (2008) … Fernando Serra
See all 16 episodes »
2008 Conta-me Como Foi (TV series)
Police Officer
– A Longa Noite (2008) … Police Officer
2007 Call Girl
Restaurant Employee
2004-2007 Morangos com Açúcar (TV series)
José Rebelo / Uncle
– Episode #5.77 (2007) … Uncle
– Episode #5.76 (2007) … Uncle
– Episode #1.54 (2004) … José Rebelo
– Episode #1.53 (2004) … José Rebelo
– Episode #1.52 (2004) … José Rebelo
See all 9 episodes »
2007 Deixa-me Amar (TV series)
Osvaldo Mendes
– Episode #1.16 (2007) … Osvaldo Mendes
– Episode #1.15 (2007) … Osvaldo Mendes
– Episode #1.14 (2007) … Osvaldo Mendes
– Episode #1.13 (2007) … Osvaldo Mendes
– Episode #1.12 (2007) … Osvaldo Mendes
See all 13 episodes »
2007 Floribella (TV series)
Luís
– Episode #2.108 (2007) … Luís
– Episode #2.107 (2007) … Luís
– Episode #2.106 (2007) … Luís
– Episode #2.105 (2007) … Luís
– Episode #2.104 (2007) … Luís
See all 16 episodes »
2007 The Lovebirds
Hotel clerk
2006 O Consultório (short)
Dr. Morgado
2006 Fala-me de Amor (TV series)
Alcino Campino
2004 A Ferreirinha (TV series)
Dr. Silva Torres
– Episode #1.13 (2004) … Dr. Silva Torres
– Episode #1.12 (2004) … Dr. Silva Torres
– Episode #1.11 (2004) … Dr. Silva Torres
– Episode #1.10 (2004) … Dr. Silva Torres
– Episode #1.9 (2004) … Dr. Silva Torres
See all 13 episodes »
2004 Inspector Max (TV series)
Belmiro
– O Soneto Mortal (2004) … Belmiro
2003 Lusitana Paixão (TV series)
Deputado
– Episode #1.52 (2003) … Deputado
– Episode #1.53 (2003) … Deputado
– Episode #1.54 (2003) … Deputado
2001-2002 Filha do Mar (TV series)
Eduardo Valadas
– Episode #1.136 (2002) … Eduardo Valadas
– Episode #1.137 (2002) … Eduardo Valadas
– Episode #1.138 (2002) … Eduardo Valadas
– Episode #1.139 (2002) … Eduardo Valadas
– Episode #1.140 (2002) … Eduardo Valadas
See all 168 episodes »
- 2001 O Espírito da Lei (TV series)

Judge
– A Prateleira (2001) … Judge
- 2001 Segredo de Justiça (TV series)

– Episode #1.3 (2001)
- 2000 Die innere Sicherheit

Dieb
- 2000 Capitão Roby (TV series)

– Episode #1.7 (2000)
- 2000 Alves dos Reis (TV series)

Private Detective / Private Investigator
– Episode #1.26 (2000) … Private Detective
– Episode #1.27 (2000) … Private Detective
– Episode #1.29 (2000) … Private Detective
– Episode #1.31 (2000) … Private Detective
– Episode #1.40 (2000) … Private Investigator
- 1999 O Dragão de Fumo (TV mini-series)

Gang Member
- 1999 Um Sarilho Chamado Marina (TV series)

– Uma Visão de Vison (1999)
– A Invasão das Marcianas (1999)
- 1999 Fuga (TV movie)

Contact
- 1999 Jornalistas (TV series)

– Uma Questão de Confiança (1999)
- 1999 Médico de Família (TV series)

– Uma Notícia Inesperada (1999)
- 1999 Major Alvega (TV series)

Lama Advisor
– Missão no Tibete (1999) … Lama Advisor
- 1998 Bom Baião (TV series)

– Episode dated 21 September 1998 (1998)
- 1998 Peregrinação - Expo 98 (TV movie)

- 1997 Polícias (TV series)

Drag Queen
– Episode #2.1 (1997) … Drag Queen
- 1995 Os Trapalhões em Portugal (TV series)

– Episode dated 7 September 1995 (1995)
– Episode dated 31 August 1995 (1995)
- 1994 O Rosto da Europa (TV series)

Bartomeu Dias / Count of Arraiolos / D. Afonso IV / …
– A Aleivosa (1994) … Fidalgo
– A Rosa de Aragão (1994) … D. Afonso IV
– El Rei D. João II (1994) … Bartomeu Dias
– O Mar Novo (1994) … Count of Arraiolos
– O Último Herói (1994)

### Cinema
- 1997 Inês de Portugal[3] (João Afonso) (realização de José Carlos de Oliveira)

## Teatro
- Memorial do Convento[4]
- A Morte Dourada pelo Grupo Baú de Ideias (Lisboa)[1]